# 대한민국 형사소송법 제182조
대한민국 형사소송법 제182조는 번역에 대한 형사소송법의 조문이다.

## 조문
제182조(번역)국어 아닌 문자 또는 부호는 번역하게 하여야 한다.

第182條(飜譯)國語 아닌 文字 또는 符號는 飜譯하게 하여야 한다.

## 참고 문헌
- 손동권 신이철, 새로운 형사소송법(초판, 2013), 세창, 2013. ISBN 9788984114081